# Бюрдинн
Бюрди́нн (фр. Burdinne, валлон. Beurdene / Beûrdéne) — коммуна в Валлонии, расположенная в провинции Льеж, округ Юи. Принадлежит Французскому языковому сообществу Бельгии. На площади 32,57 км² проживают 2824 человека (плотность населения — 87 чел./км²), из которых 50,99 % — мужчины и 49,01 % — женщины. Средний годовой доход на душу населения в 2003 году составлял 12 773 евро.
Почтовый код: 4210. Телефонный код: 085.